# Roberto Mancini
Roberto Mancini (ur. 27 listopada 1964 w Jesi) – włoski trener piłkarski i piłkarz.

## Kariera piłkarska
Jako zawodnik bronił barw takich klubów jak Bologna FC (1981–82), UC Sampdoria (1982–1997), S.S. Lazio (1997–2000) i Leicester City (2001). Największe sukcesy święcił z „Blucerchiati”, z którymi wygrał Serie A (1991), Puchar Zdobywców Pucharów (1990) i czterokrotnie zdobył Puchar Włoch (1985, 1988, 1989, 1994). W reprezentacji Włoch zagrał 36 razy i strzelił cztery gole.

## Kariera trenerska
Karierę trenerską zaczął we włoskiej Fiorentinie w 2001 roku. Następnie był szkoleniowcem S.S. Lazio (2002–2004) i Interu Mediolan (2004–2008). Z każdym z tych klubów jako szkoleniowiec wygrał Coppa Italia. 29 maja 2008 roku Inter Mediolan wydał oficjalny komunikat o zwolnieniu Manciniego z posady trenera. Przyczyną miała być jego wypowiedź po dwumeczu z Liverpoolem w 1/8 finału Ligi Mistrzów, w której Mancini oznajmił, że to jego ostatni sezon w Interze. Z Interem zdobył Scudetto (2006, 2007, 2008), Puchar Włoch (2005, 2006) oraz Superpuchar Italii (2005, 2006).
Od 19 grudnia 2009 roku prowadził Manchester City, z którym w 2011 roku zdobył pierwszy od 35 lat Puchar Anglii, a w sezonie 2011–12 pierwsze od 44 lat mistrzostwo Anglii. Po porażce w finale Pucharu Anglii ze spadkowiczem Premier League Wigan Athletic, do wiadomości publicznej trafiła informacja, że Mancini został zwolniony z posady trenera.
30 września 2013 roku został trenerem tureckiego Galatasaray SK. Mancini zastąpił na stanowisku zwolnionego Fatiha Terima. 11 czerwca 2014 roku zarząd ogłosił, że Włoch został zwolniony z posady menadżera. Pod wodzą Manciniego „Galata” zdobyła Puchar Turcji oraz wywalczyła wicemistrzostwo kraju. Władze klubu nie podały przyczyny rozstania się ze szkoleniowcem.
14 listopada 2014 roku powrócił do Interu, zastępując w roli szkoleniowca zwolnionego tego samego dnia Waltera Mazzarriego. Związał się z mediolańskim klubem kontraktem wygasającym w czerwcu 2017 roku. W sierpniu 2016 roku rozstał się z klubem.
W 2017 roku został trenerem rosyjskiego klubu Zenit Petersburg.
W maju 2018 został selekcjonerem reprezentacji Włoch.
W lipcu 2021 wygrał mistrzostwa Europy UEFA Euro 2020 z reprezentacją Włoch.

## Sukcesy

### Jako zawodnik
- Sampdoria
  - Mistrzostwo Włoch: 1991
  - Puchar Włoch: 1985, 1988, 1989, 1994
  - Superpuchar Włoch: 1991
  - Puchar Zdobywców Pucharów: 1990
- Lazio
  - Mistrzostwo Włoch: 2000
  - Puchar Włoch: 1998, 2000
  - Superpuchar Włoch: 1998
  - Puchar Zdobywców Pucharów: 1999
  - Superpuchar Europy: 1999
- Reprezentacja Włoch
  - 3. miejsce mistrzostw świata: 1990

### Jako trener
- Fiorentina
  - Puchar Włoch: 2001
- Lazio
  - Puchar Włoch: 2004
- Inter:
  - Mistrzostwo Włoch: 2006, 2007, 2008
  - Puchar Włoch: 2005, 2006
  - Superpuchar Włoch: 2005, 2006
- Manchester City
  - Mistrzostwo Anglii: 2012
  - Puchar Anglii: 2011
  - Tarcza Wspólnoty: 2012
- Galatasaray
  - Wicemistrzostwo Turcji: 2014
  - Puchar Turcji: 2014
- Reprezentacja Włoch
  - Mistrzostwo Europy: 2020